# 阿門 (電影)
《阿門》（英語：Amen.）是一部2002年的時代戰爭劇情片，由科斯塔·加夫拉斯执导并与他人共同编剧。影片改编自羅爾夫·霍赫胡特的戏剧《基督代理人》（Der Stellvertreter），探讨了第二次世界大战期间梵蒂冈与納粹德國之间的政治和外交关系。主演有乌尔里奇·图库尔、马修·卡索维茨、塞巴斯蒂安·科赫（Sebastian Koch）、乌尔里希·穆埃、扬·卡拉米特鲁（Ion Caramitru）和马塞尔·尤雷斯（Marcel Iureş）。这部电影由法国、德国和罗马尼亚的电影制片厂联合制作。
这部影片在第52屆柏林影展首映，获得金熊奖提名。它还获得了七项凯撒电影奖提名，包括最佳影片獎和最佳導演獎，最终赢得了最佳改编剧本奖（科斯塔·加夫拉斯和让-克洛德·格伦贝格 Jean-Claude Grumberg 共同编剧）。

## 剧情
第二次世界大战期间，武装党卫队卫生研究所的军官库尔特·格施泰因设计了一种用来净化水和消灭害虫的系统。他开发的氰化氢混合物“齊克隆B”本是用來根除斑疹傷寒，现在却用于滅絕營中杀害犹太人和其他“非必要”群体，他得知后深感震惊。格施泰因试图向教皇庇護十二世报告这些毒气杀害行为，但天主教会高层的冷漠反应使他深感失望。唯一感动的是年轻的耶稣会神父里卡多·方塔纳（Riccardo Fontana）。方塔纳与格施泰因试图唤起人们对欧洲犹太人所受遭遇的关注，但即使方塔纳向教皇本人提出请求，梵蒂冈也仅对希特勒及納粹德國做出软弱和模糊的谴责。
最终，格施泰因前往罗马亲自拜见教皇，但未被允许进入。与此同时，德国军队开始控制罗马，将意大利犹太人送往死亡集中营。方塔纳恳求教皇亲自现身火车站以阻止驱逐行动，但教皇以此举可能给生活在纳粹统治下的基督徒带来困难为由拒绝。悲愤之中，方塔纳戴上象征犹太人的大衛之星黄色徽章，主动加入被驱逐的犹太人队伍。当他到达集中营时，营地负责人（与格施泰因关系密切，人称“医生”）尽管知道战争已无胜算，仍允许方塔纳留在犹太人中间工作，最终下令将他用毒气杀害。
格施泰因试图拯救方塔纳，但后者拒绝离开。“医生”将格施泰因护送出集中营，而方塔纳和剩余的犹太人继续遭到屠杀。离开途中，他们经过德国士兵挖掘并焚烧集中营大规模墓穴的现场。“医生”向格施泰因询问是否有办法帮助他逃离德国。格施泰因回到家中，收集了所有记录纳粹暴行的证据交给盟军。尽管证据被接纳，他还是遭到逮捕，最后死于牢房中，疑似上吊自杀。随后，“医生”在罗马与一名樞機主教交谈，请求帮助自己逃往阿根廷，辩解说自己只是“一个普通的医生”。

## 演员
- 乌尔里奇·图库尔 飾 库尔特·格施泰因
- 马修·卡索维茨 饰 里卡多·方塔纳
- 乌尔里希·穆埃 饰 “医生”
- 米歇尔·迪舒索瓦（英语：Michel Duchaussoy） 饰 枢机主教
- 扬·卡拉米特鲁 饰 方塔纳伯爵
- 马塞尔·尤雷斯 饰 教皇庇護十二世
- 弗里德里希·冯·图恩（英语：Friedrich von Thun） 饰 路德维希·格施泰因
- 安特耶·施密特（英语：Antje Schmidt） 饰 埃尔弗里德·格施泰因
- 汉斯·齐施勒（英语：Hanns Zischler） 饰 恩斯特-罗伯特·格拉维茨
- 塞巴斯蒂安·科赫 饰 鲁道夫·霍斯
- 埃里希·哈尔胡伯（英语：Erich Hallhuber） 饰 冯·鲁塔
- 安格斯·麦金尼斯（英语：Angus MacInnes） 饰 蒂特曼
- 伯恩德·费舍劳尔 饰 冯·加伦主教（英语：Clemens August Graf von Galen）
- 皮埃尔·弗兰克（英语：Pierre Franckh） 饰 韦尔牧师
- 理查德·杜尔登（英语：Richard Durden） 饰 泰勒大使
- 莫妮卡·布莱布特罗（英语：Monica Bleibtreu） 饰 欣泽夫人
- 尤斯图斯·冯·多赫纳伊（英语：Justus von Dohnányi） 饰 戈兰·冯·奥特尔（英语：Göran von Otter）
- 冈瑟·玛丽亚·哈尔默 饰 F. K. 奥托·迪比利乌斯（英语：F. K. Otto Dibelius）
- 奥古斯特·齐尔纳（英语：August Zirner） 饰 恩斯特·冯·魏茨泽克[1]
- 霍拉蒂乌·马拉埃雷 饰 漢斯·弗里切
- 奥维迪乌·库恩恰 饰 斯特凡·卢克斯（英语：Štefan Lux）
- 马库斯·赫林 饰 卡尔
- 苏珊娜·罗莎 饰 亚历山德拉·巴尔茨
- 亚历克斯·格林加斯（英语：Alex Geringas） 饰 赫尔穆特·弗朗茨（英语：Helmut Franz）
- 西奥多·丹内蒂（英语：Theodor Danetti） 饰 年迈的枢机主教
- 玛丽娜·贝尔蒂（英语：Marina Berti） 饰 公爵夫人
- 迈克尔·门德尔（英语：Michael Mendl） 饰 阿洛伊斯·胡达尔（英语：Alois Hudal）

## 制作
影片改编自羅爾夫·霍赫胡特1963年的戏剧《基督代理人》（Der Stellvertreter - Ein christliches Trauerspiel）。该剧因对教皇庇護十二世的刻画而在天主教和犹太教圈子中引发了广泛争议。电影的德语版本以原剧名“Der Stellvertreter”发行。
由于聖座拒绝拍摄许可，电影中教皇宫殿的场景改在羅馬尼亞布加勒斯特的議會宮。